# Первая дочь (фильм, 1999)
«Пе́рвая дочь» (англ. First Daughter) — романтическая комедия, боевик, про покушение на президента, а затем и на его дочь. Премьера состоялась 15 августа 1999 года.

## Сюжет
Территористы во главе с Майклом Смитом (Дэвид Вилир) совершают неудачное нападение на президента Джонатана Хайза (Грэгори Харрисон), вследствие чего Майкл отправляется в тюрьму. Думая, что опасность миновала, дочь президента Джесс (Моника Кина) отправляется в поход, где её случайно замечают остатки активистов. Они её похищают в надежде на освобождение своего лидера.

## В ролях
- Мэриел Хемингуэй — агент Алекс Макгрегор
- Моника Кина — Джесс Хайз
- Даг Сэвант — Грант Коулмэн
- Даллас Пэйдж — Дирк Линдмэн
- Алан Дэйл — Дейли
- Доминик Пёрселл — Трой Нельсон
- Грегори Харрисон — президент Джонатан Хайз
- Дэвид Вилир — Майкл Смит